# Fukuoka
Denna artikel behandlar staden. För prefekturen, se Fukuoka prefektur.
Fukuoka (福岡市, Fukuoka-shi) är en stad i Japan, belägen vid Hakatabukten på den norra kusten på ön Kyūshū. Den är residensstad i Fukuoka prefektur. Staden har en speciell dialekt,  kallad Hakata-ben (博多弁) som skiljer sig relativt stort mot standardjapanska.
I staden hölls världsmästerskapen i simsport 2001.

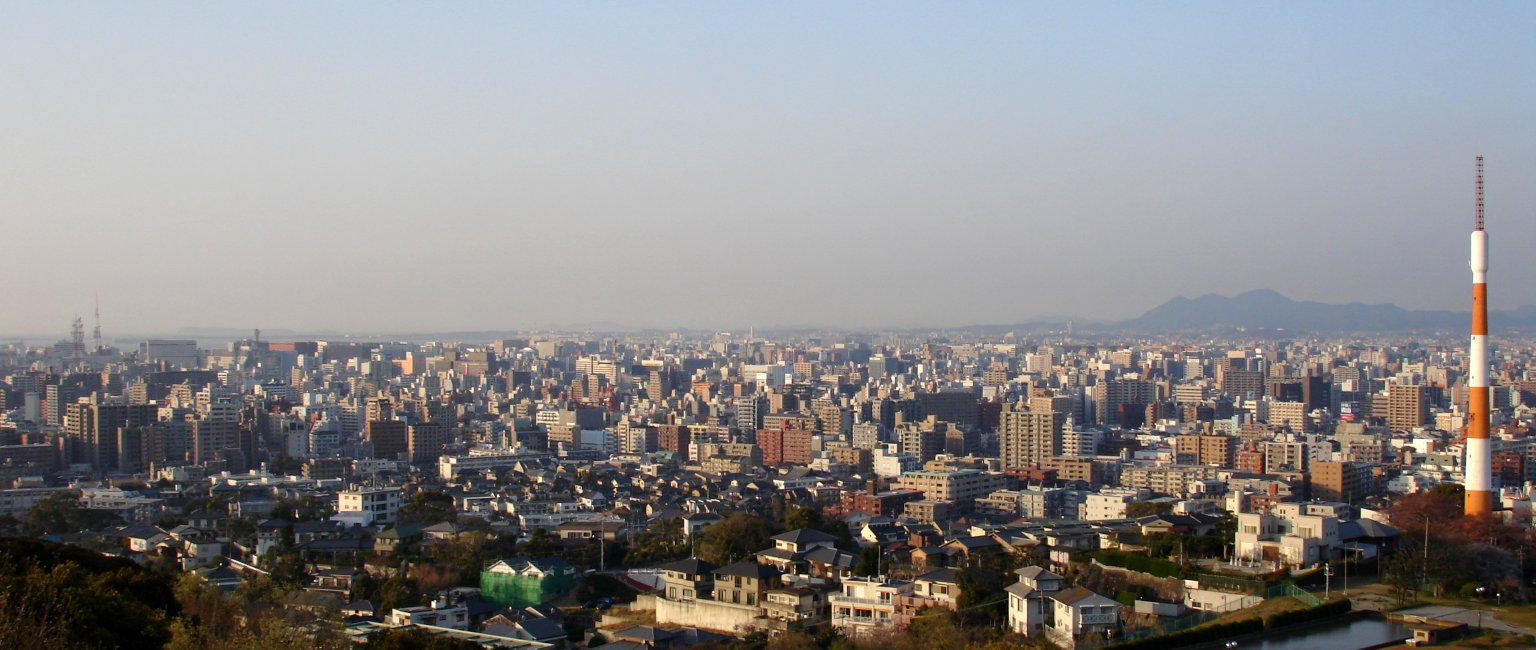
Panorama över Fukuoka sett från Minami-ku

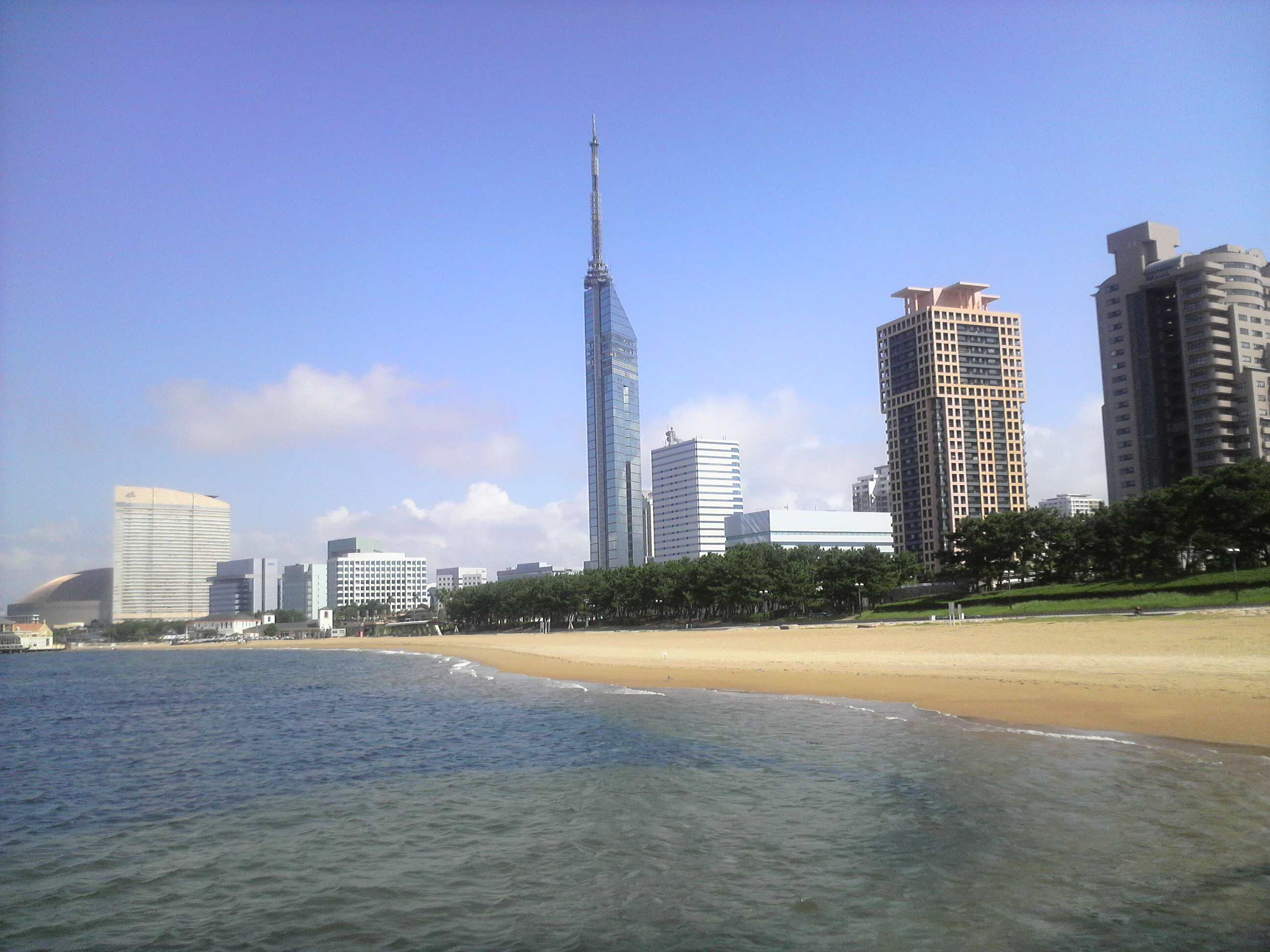
Fukuoka tower

## Historia
Fukuoka sägs vara den äldsta staden i Japan då det är den stad som är belägen närmast Kina och Korea.
Efter den första av de mongoliska invasionerna av Japan byggde japanerna upp en 3 meter hög och 20 kilometer lång mur på ön Kyushu där Fukuoka ligger.

## Administrativ indelning

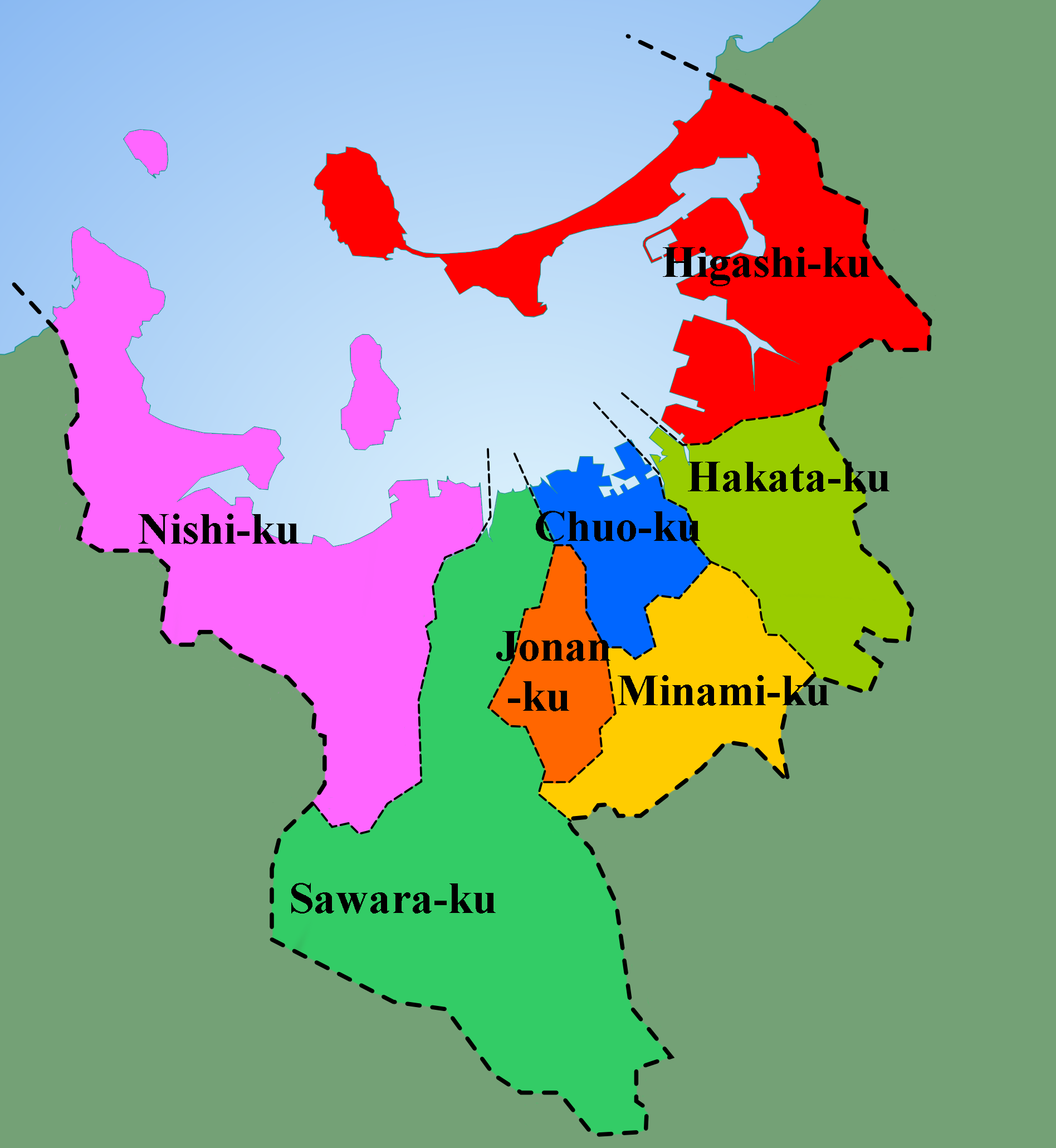
Fukuokas indelning i stadsdelar.

Fukuoka är sedan 1972 en av landets tjugo signifikanta städer med speciell status (seirei shitei toshi). 
och delas som sådan in i ku, administrativa stadsdelar. Fukuoka består av sju sådana stadsdelar.
|            |        | Invånare 1 oktober 2015 | Area (km²) |
| ---------- | ------ | ----------------------- | ---------- |
| Chūō-ku    | 中央区 | 192 554                 | 15,40      |
| Hakata-ku  | 博多区 | 228 200                 | 31,63      |
| Higashi-ku | 東区   | 306 014                 | 69,36      |
| Jōnan-ku   | 城南区 | 130 973                 | 15,99      |
| Minami-ku  | 南区   | 255 852                 | 30,98      |
| Nishi-ku   | 西区   | 206 974                 | 84,17      |
| Sawara-ku  | 早良区 | 217 943                 | 95,87      |

## Kommunikationer
Hakata station, som är stadens största, är ändstation för Sanyo Shinkansen från Osaka och Kyushu Shinkansen från Kagoshima. Dessutom finns ett antal regionala järnvägslinjer som tillhör antingen JR Kyushu eller det fristående järnvägsföretaget Nishitetsu.
Fukuoka har en internationell flygplats. Fukuokas tunnelbana har tre linjer och ger transport från flygplatsen till centrum på 10 min.

## Utbildning
Bland stadens högre lärosäten märks Fukuoka universitet och Kyushu universitet.

## Sport
Avispa Fukuoka spelar i J. League i fotboll.
Fukuoka SoftBank Hawks spelar i Pacific League i professionell baseboll.
Rizing Fukuoka spelar i bj-league i professionell basket.
En av de sex årliga honbasho i professionell sumo är Kyushu Basho som utkämpas i Fukuoka Kokusai Center och öppnar andra söndagen i november.

## Kultur
Flera stora personer inom J-pop, bland annat Ayumi Hamasaki, Misia och Yui, kommer från staden.